# Josef Češpiva
Josef Češpiva (14. listopadu 1913, Praha - 28. září 1984, Praha) byl český volejbalista, který reprezentoval Československo. S jeho reprezentací získal titul mistra Evropy v roce 1948. Tento první evropský šampionát ho zastihl na sklonku hráčské kariéry a vedl v něm mužstvo jako hrající trenér. Po šampionátu reprezentační kariéru, zle poznamenanou druhou světovou válkou, kdy se mezinárodní volejbal nemohl rozvíjet, ukončil. Reprezentoval v letech 1946-1948, hrál i v prvním poválečném reprezentačním utkání proti Francii. Utkání se uskutečnilo v předvečer historického setkání zástupců volejbalových svazů Československa, Francie a Polska ve Smíchovském pivovaru, na němž bylo dojednáno ustavení Mezinárodní volejbalové federace. Klubovou kariéru strávil ve VS Marathon, Sokolu Vysočany, SK Philips a Spartaku ČKD Stalingrad. S Marathonem získal mistrovský titul v roce 1933, s Vysočany v ročnících 1937, 1938 a 1940, s SK Philips (kam v době Protektorátu povinně přešli hráči Vysočan) získal tituly v letech 1941, 1943 a 1945. V roce 2001 ho čeští novináři vyhlásili třetím nejlepším českým volejbalistou 20. století.
Roku 1955 zahájil úspěšnou trenérskou kariéru, ovšem mezi ženami. Československou ženskou volejbalovou reprezentaci přivedl jako trenér ke stříbru na mistrovství Evropy v roce 1958 a k bronzu na mistrovství světa v roce 1960. Trénoval též ženské oddíly Spartak Avia Čakovice, který přivedl do nejvyšší soutěže, a pak dlouhá léta (1957-1964) pražské Bohemky (která v jeho době nesla názvy Spartak ČKD Stalingrad a později ČKD Praha). Roku 1964 s ní získal titul mistryň Československa. jako trenér krátce působil též v Dánsku, Rakousku a Švédsku.
Volejbal začal hrát na libeňském gymnáziu. Tam ale přičuchl i k jiným sportům, které nikdy neopustil. Byl mimořádně všestranným sportovcem, krom volejbalu se závodně věnoval i basketbalu a atletice. V letech 1934-1938 reprezentoval Československo ve skoku do výšky. V roce 1938 vytvořil tehdejší československý rekord výkonem 193 cm a následně se zúčastnil i Mistrovství Evropy v Paříži (9. místo). I v basketbalu se dotkl vrcholové úrovně, za války hrál s SK Philips nejvyšší domácí soutěž a v roce 1948 dokonce nastoupil za československou reprezentaci v utkání proti Nizozemsku. Nechybělo mnoho a udělal velkou kariéru i ve fotbale, kde byl uznávaným brankářem: Ve 30. letech byl pozván na trénink do AC Sparta Praha a trenéry tak nadchl, že mu bylo okamžitě nabídnuto profesionální angažmá. Odmítl však, neboť podmínkou bylo, že by musel zanechat všech aktivit v ostatních sportech, což pro něj bylo nepřijatelné. Byl v tomto prototypem všestranného amatérského sportovce, tedy typu osobnosti, jež zanikla se svou dobou. K tomu patřilo i to, že krom sportu, jakkoli ho provozoval na vrcholové úrovni - ať jako hráč nebo trenér - měl vždy své civilní povolání: Po znovuotevření českých vysokých škol v roce 1945 dokončil studium práv na Právnická fakultě UK v Praze a až do důchodu (1979) pracoval jako podnikový právník pražské pobočky Vítkovických železáren.